# Giovanni Battista De Luca

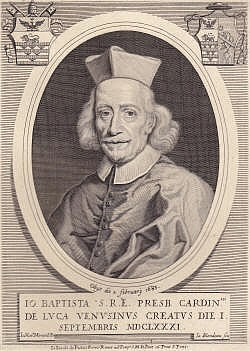
Giovanni Battista Kardinal De Luca (Porträtstich, 17. Jh.)

Giovanni Battista De Luca (auch Giambattista De Luca; * 1614 in Venosa; † 5. Februar 1683 in Rom) war ein italienischer Rechtsgelehrter und Kardinal der Römischen Kirche.

## Leben und Werk

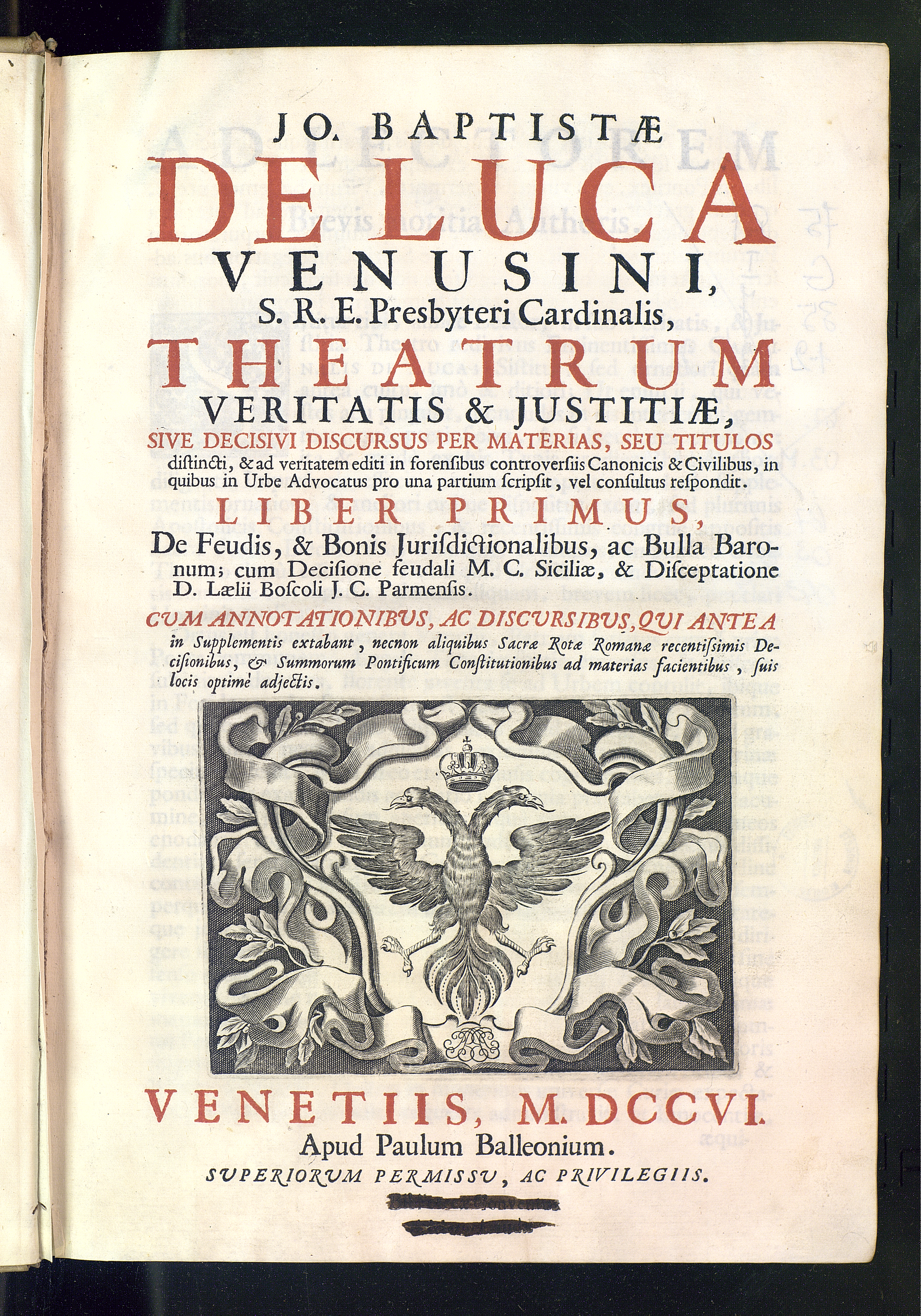
Theatrum veritatis et justitiae, Band 1, der Ausgabe Venedig 1706

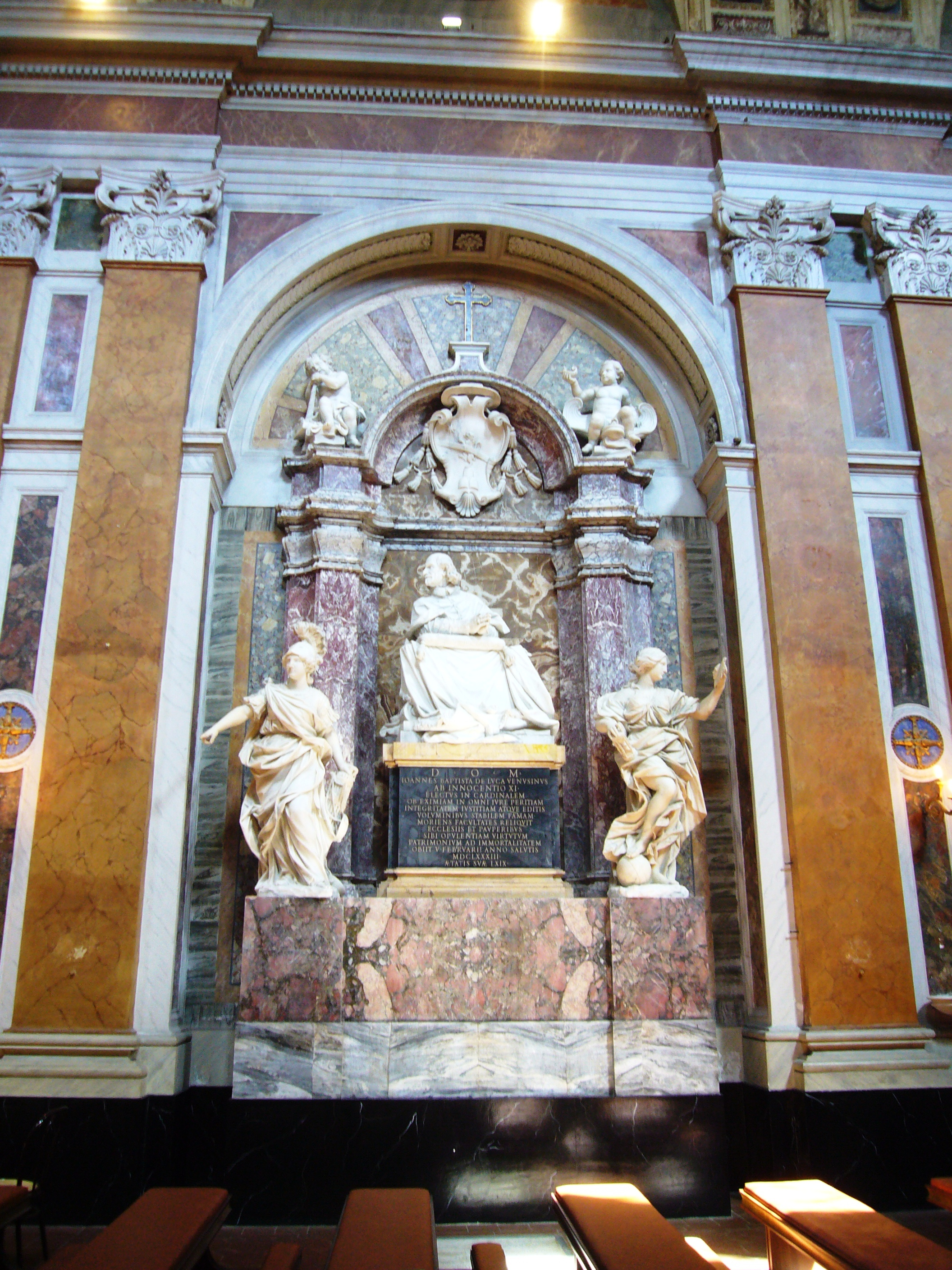
Grabmals des Kardinals von Domenico Guidi, 1683 (Kirche Spirito Santo dei Napoletani, Rom)

De Luca stammte aus einfachen Verhältnissen, seine Eltern waren Antonio de Luca und dessen Ehefrau Angela Giacullo. Er studierte in Salerno sowie in Neapel, wo er 1635 promoviert wurde. Im selben Jahr ging er in seine Heimatstadt Venosa zurück und wirkte dort als Kapitularvikar der Diözese Venosa. Entweder 1645 oder erst 1654 zog er nach Rom und trat in den geistlichen Stand. Unter dem Pontifikat von Innozenz XI. war er Referendar an den Gerichtshöfen der Apostolischen Signatur und Auditor S. Palatii. Die Priesterweihe empfing er erst im fortgeschrittenen Alter. Er war ein angesehener Rechtsgelehrter und Autor zahlreicher Werke zum bürgerlichen Recht, Kirchenrecht, Feudalrecht und dem Recht der Städte, ferner zur Volkswirtschaft sowie zu öffentlichen Finanzen.
Papst Innozenz XI. kreierte Giovanni Battista De Luca im Konsistorium vom 1. September 1681 zum Kardinal und ernannte ihn zum Kardinalpriester. Am 22. September desselben Jahres überreichte der Papst ihm den roten Hut und wies ihm  San Girolamo degli Schiavoni als Titelkirche zu.
Kardinal De Luca starb am 5. Februar 1683 im Vatikanischen Palast. Die Exequien fanden am 8. Februar in der römischen Kirche Santa Maria in Vallicella statt. Giambattista De Luca wurde in der Kirche Santo Spirito dei Napoletani in der Via Giulia beigesetzt, weil sein Gönner Kardinal Girolamo Pamphili dies für angemessen erachtete, obwohl Kardinal De Luca in seinem letzten Willen zum Ausdruck gebracht hatte, dass er in seiner Titelkirche bestattet sein wollte.
De Luca veröffentlichte zahlreiche Werke zu kanonistischen und zivilrechtlichen Streitfragen, die wertvollen Aufschluss geben über die Arbeit und den Geschäftsgang der römischen Kurialbehörden. Die gesammelten Werke des gelehrten Kardinals wurden unter dem Titel Theatrum veritatis et iustitiae in 4 Bänden (Rom 1669–1681, später öfter nachgedruckt) herausgegeben.